# ARFU Asian Rugby Championship 2002
L'Asian Rugby Championship 2002 (in inglese 2002 ARFU Asian Rugby Championship) fu il 18º campionato asiatico di rugby a 15 organizzato dall'ARFU, organismo continentale di governo della disciplina.
Si tenne tra il 16 e il 20 (Divisione 1) e tra il 16 e il 23 novembre 2002 (Divisione 2) a Bangkok, capitale della Thailandia.
Il torneo si svolse articolato su due divisioni di merito: la prima, a girone unico, con il Giappone a difendere il titolo continentale contro Corea del Sud, Hong Kong e Taipei cinese, mentre la seconda, che vantò un numero record di sette squadre anche grazie alle debuttanti Kazakistan e Golfo Persico, si tenne in due gironi con gare di finale dal primo al quinto posto tra le coppie di squadre alle posizioni uguali in classifica tra i due gironi.
Il Giappone, che aveva già affrontato e vinto le qualificazioni alla Coppa del Mondo di rugby 2003, mandò al torneo una squadra sperimentale senza conferimento di presenza internazionale, che perse nell'ultimo incontro con la Corea del Sud 20-22 permettendo ai loro rivali di vincere il torneo per la quinta volta assoluta a 12 anni di distanza dall'ultima vittoria.
Nella seconda divisione, la squadra campione in carica di Singapore non poté difendere il titolo perché sconfitta dal Golfo Persico che andò a giocare la finale, poi persa, contro la Thailandia; Singapore ebbe un prepartita per il terzo posto caratterizzato da problemi dovuti a intossicazione alimentare, ma riuscì a sconfiggere gli ex-sovietici per il terzo posto.
Al quinto si classificò lo Sri Lanka, vittorioso sulla Malaysia.

## Squadre partecipanti
| Divisione 1   | Divisione 2 | Divisione 2   |
| Divisione 1   | Girone A    | Girone B      |
| ------------- | ----------- | ------------- |
| Corea del Sud | India       | Golfo Persico |
| Giappone      | Kazakistan  | Malaysia      |
| Hong Kong     | Sri Lanka   | Singapore     |
| Taipei cinese | Thailandia  |               |

## Divisione 1
| Data             | Incontro                      | Risultato | Sede    |
| ---------------- | ----------------------------- | --------- | ------- |
| 16 novembre 2002 | Corea del Sud — Taipei cinese | 35-10     | Bangkok |
| 16 novembre 2002 | Hong Kong — Giappone XV       | 15-29     | Bangkok |
| 18 novembre 2002 | Giappone XV — Taipei cinese   | 44-17     | Bangkok |
| 18 novembre 2002 | Hong Kong — Corea del Sud     | 17-40     | Bangkok |
| 20 novembre 2002 | Hong Kong — Taipei cinese     | 18-16     | Bangkok |
| 20 novembre 2002 | Corea del Sud — Giappone XV   | 22-20     | Bangkok |

Classifica
|  | Squadra       | G | V | N | P | P+ | P- | P±  | PT |
|  | ------------- | - | - | - | - | -- | -- | --- | -- |
|  | Corea del Sud | 3 | 3 | 0 | 0 | 97 | 47 | +50 | 6  |
|  | Giappone      | 3 | 2 | 0 | 1 | 93 | 54 | +39 | 4  |
|  | Hong Kong     | 3 | 1 | 0 | 2 | 50 | 85 | -35 | 2  |
|  | Taipei cinese | 3 | 0 | 0 | 3 | 43 | 97 | -54 | 0  |

## Divisione 2

### Girone A
| Data             | Incontro                | Risultato | Sede    |
| ---------------- | ----------------------- | --------- | ------- |
| 16 novembre 2002 | Kazakistan — Sri Lanka  | 29-16     | Bangkok |
| 16 novembre 2002 | Thailandia — India      | 67-10     | Bangkok |
| 18 novembre 2002 | Thailandia — Sri Lanka  | 72-0      | Bangkok |
| 18 novembre 2002 | Kazakistan — India      | 89-10     | Bangkok |
| 20 novembre 2002 | India — Sri Lanka       | 15-54     | Bangkok |
| 20 novembre 2002 | Thailandia — Kazakistan | 31-24     | Bangkok |

#### Classifica
|    | Squadra    | G | V | N | P | P+  | P-  | P±   | PT |
| -- | ---------- | - | - | - | - | --- | --- | ---- | -- |
| A1 | Thailandia | 3 | 3 | 0 | 1 | 170 | 34  | +136 | 4  |
| A2 | Kazakistan | 3 | 3 | 0 | 1 | 142 | 57  | +85  | 4  |
| A3 | Sri Lanka  | 3 | 1 | 0 | 2 | 70  | 116 | -46  | 2  |
|    | India      | 3 | 0 | 0 | 3 | 35  | 210 | -175 | 0  |

### Girone B
| Data             | Incontro                  | Risultato | Sede    |
| ---------------- | ------------------------- | --------- | ------- |
| 16 novembre 2002 | Golfo Persico — Malaysia  | 36-13     | Bangkok |
| 18 novembre 2002 | Singapore — Malaysia      | 46-9      | Bangkok |
| 20 novembre 2002 | Singapore — Golfo Persico | 7-26      | Bangkok |

#### Classifica
|    | Squadra       | G | V | N | P | P+ | P-  | P±   | PT |
| -- | ------------- | - | - | - | - | -- | --- | ---- | -- |
| B1 | Golfo Persico | 2 | 2 | 0 | 0 | 91 | 0   | +91  | 4  |
| B2 | Singapore     | 2 | 1 | 0 | 1 | 90 | 12  | +78  | 2  |
| B3 | Malaysia      | 2 | 0 | 0 | 2 | 6  | 175 | -169 | 0  |

### Finali

#### Finale per il 5º posto
| Bangkok 22 novembre 2002 | Sri Lanka | 61 – 18 | Malaysia | Royal Thai Army Stadium |

#### Finale per il 3º posto
| Bangkok 22 novembre 2002 | Singapore | 30 – 14 | Kazakistan | Royal Thai Army Stadium |

#### Finale
| Bangkok 23 novembre 2002 | Thailandia | 20 – 12 | Golfo Persico | Royal Thai Army Stadium |